# Historia wojskowości
Historia wojskowości – stanowi składową historii militarnej (lub wojskowej). Jest nośnikiem wiedzy niezbędnej dla poznania całokształtu doświadczeń minionych pokoleń i ich wiedzy o sztuce i nauce wojennej. 

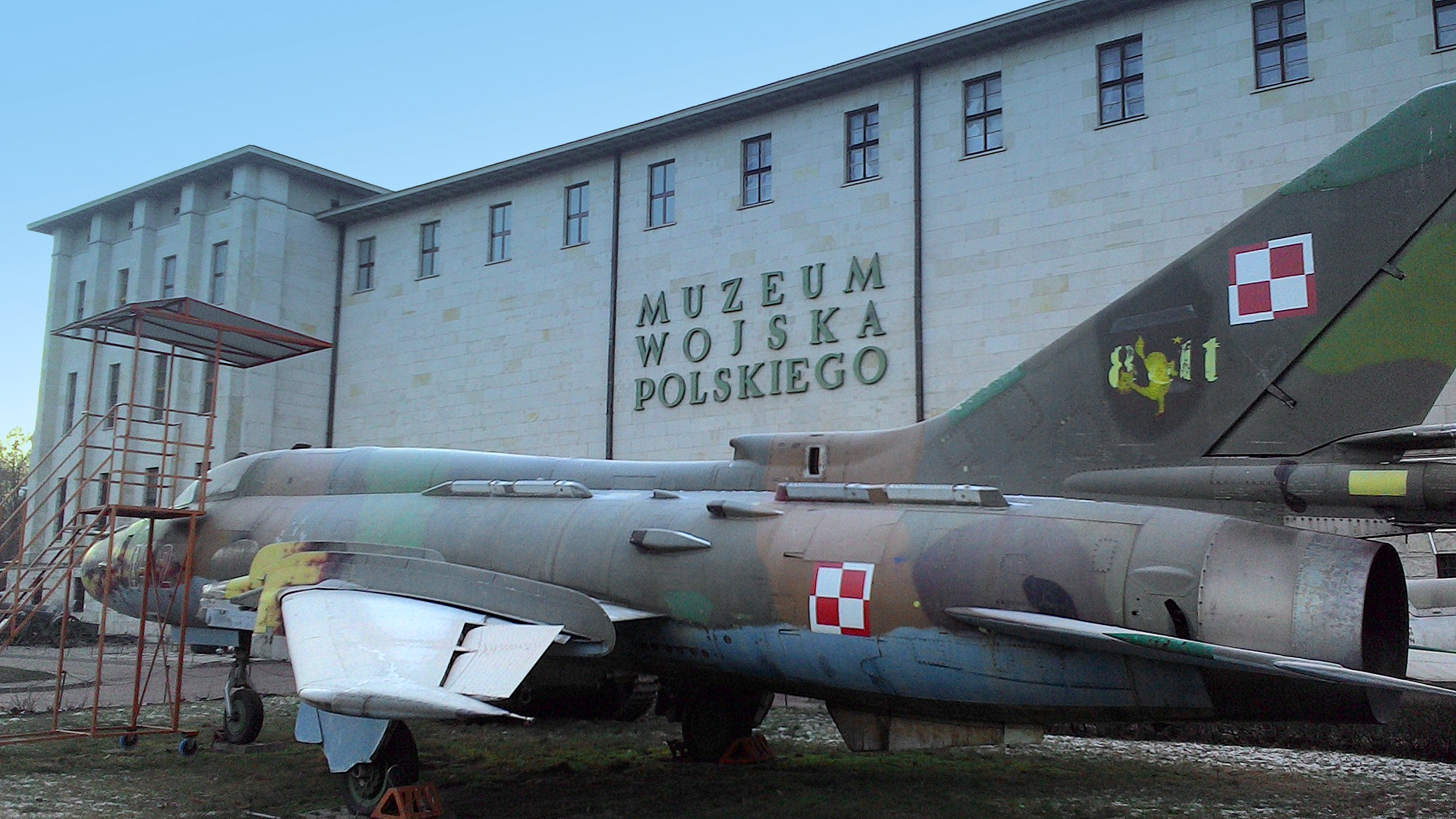
Muzeum Wojska Polskiego w Warszawie

Wojsko, formacja zbrojna powołana przez organizm społeczno-polityczny dla obrony przed najazdem, utrzymaniu w ryzach danego terytorium i zamieszkującej go ludności oraz dokonywania podbojów, odgrywa niezwykle ważną rolę w dziejach narodów i państw.
Historia wojskowości zajmuje się dziejami organizacji i metodami działania wojska, co określa się mianem sztuki wojennej. Składają się na nią strategia, a więc zasady przygotowywania i prowadzenia wojen, sztuka operacyjna (czasami utożsamiana ze strategią), czyli zasady przeprowadzania działań stanowiących składowe części wojny oraz taktyka obejmująca zasady prowadzenia walki. Drugi wielki rozdział historii militarnej - historia wojen - zajmuje się dziejami zastosowania wojska w trakcie konfliktów zbrojnych i jest ważna dla ukazania zmian zachodzących w dziejach wojskowości na przestrzeni dziejów. 
Ważnym elementem historii wojskowości jest historia organizacji siły zbrojnej, obejmująca takie zagadnienia jak finansowanie, rekrutację, podział na rodzaje wojsk i służb (jednostki, uzbrojenie, wyposażenie, umundurowanie, zakwaterowanie, zaopatrzenie, dowodzenie i wyszkolenie). 
Wszystkie te zagadnienia, podobnie jak historia inżynierii wojskowej, techniki wojskowej i medycyny wojskowej, stanowią ważne składniki dziejów oręża narodów i państw.